# U 126 (U-Boot, 1918)
U 126  war ein diesel-elektrisches Minen-U-Boot des Typs UE II der deutschen Kaiserlichen Marine im Ersten Weltkrieg.

## Indienststellung
U 126 wurde am 27. Mai 1916 in Auftrag gegeben, lief am 16. Juni 1918 bei Blohm & Voss in Hamburg vom Stapel und wurde am 7. Oktober 1918 in Dienst gestellt. Erster und einziger deutscher Kommandant war Kapitänleutnant Otto Wünsche.
U 126 führte während des Ersten Weltkriegs keine Unternehmung durch und konnte daher kein Schiff versenken oder beschädigen.

## Verbleib
Am 22. November 1918 wurde U 126 an das Vereinigte Königreich ausgeliefert. 1923 wurde es in Upnor (Borough of Medway, Südengland) verschrottet. Die Dieselmaschinen des Bootes wurden später britischerseits beim Bau des großen U-Kreuzers X1 verwendet und dienten an Bord von diesem als Hilfsdieselmaschinen. 